# Serapita
Serapita is een geslacht van halfvleugeligen uit de familie schuimcicaden (Cercopidae). De wetenschappelijke naam van dit geslacht is voor het eerst geldig gepubliceerd in 1909 door Schmidt.

## Soorten
Het geslacht Serapita omvat de volgende soorten:
- Serapita charon (White, 1845)
- Serapita phillippinensis Lallemand, 1922
- Serapita zaumseili Schmidt, 1909